# M'Hamid El Ghizlane
M'Hamid El Ghizlane (en àrab امحاميد الغزلان, Imḥāmīd al-Ḡizlān; en amazic ⵎⵃⴰⵎⵉⴷ ⵍⵖⵯⵣⵍⴰⵏ) és una comuna rural de la província de Zagora, a la regió de Drâa-Tafilalet, al Marroc. Segons el cens de 2014 tenia una població total de 7.590 persones.

## Localització
M'Hamid es troba a una altitud d'uns cinc cents metres sobre el nivell del mar i a uns 24 quilòmetres de la frontera amb Algèria als marges del Sàhara. M'Hamid es pot arribar al final de Carretera Nacional 9 de Ouarzazate (260 km) a través de Zagora (aprox 97 km). M'hamid es troba al llit del wadi Draa, que poques vegades conté aigua.

## Història
Es coneix poc sobre la història del lloc per la falta de registres escrits. L'ampli oasi de palmeres, però, fa probable un assentament molt antic (al voltant de 3000 aC). A causa del creixement del desert, l'establiment està amenaçat des de la segona meitat del segle XX per la sedimentació, i la població disminueix constantment. Fins a final de la dècada de 1980 es requeria d'un permís especial per entrar a la zona, ja que està prop de la frontera amb Algèria. Fins i tot avui dia hi ha molts soldats estacionats a la zona de Mhamid.

## Economia

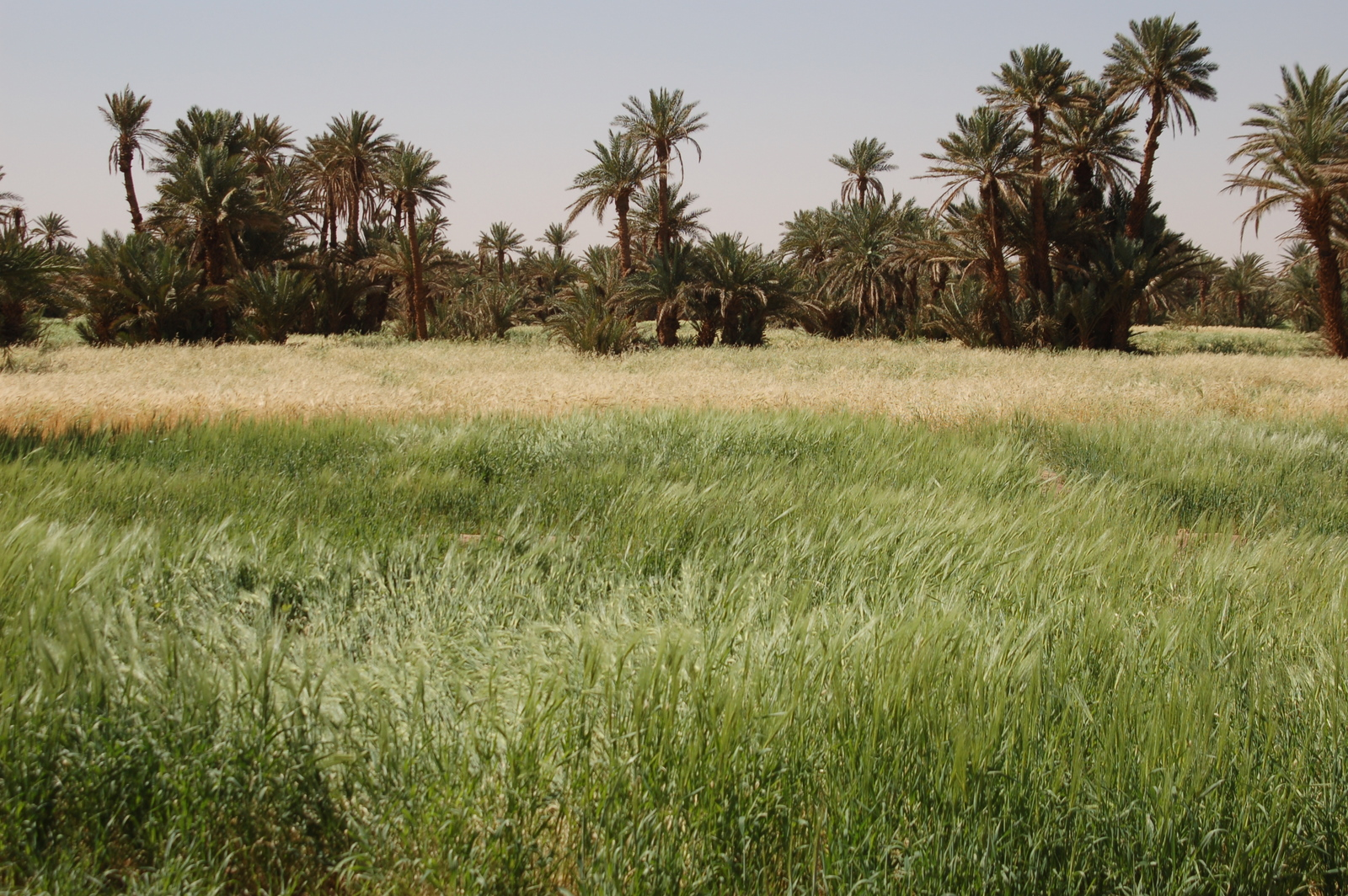
Oasi de M'Hamid

El poble de M'Hamid vivien d'acord amb els principis d'autosuficiència de centenars d'anys, però a causa de la reducció o fins i tot absència de pluges d'hivern des de la dècada de 1970 ha proporcionat menys ingressos en agricultura i va ser gairebé abandonada. A més, una malaltia fúngica (Fusarium oxysporum) ha afectat significativament les palmeres que ja estaven debilitats per la sequera.
A més M'Hamid ha estat sempre un centre per viatges nòmades i caravanes. Avui dia la ciutat és el punt de partida per turista de camells i 4x4 safaris pel desert.

## Vista de la ciutat
Els edificis originals de tova de M'Hamid són majoritàriament en ruïnes i només hi viuen unes poques famílies majoritàriament pobres. En les últimes dècades s'hi han construït noves cases a en la construcció típica de la zona en sòls de formigó amb parets de blocs de formigó buits que estan pintades de color vermell brillant. Els vents del desert porten sempre masses de sorra a la ciutat.

## Voltants
Ocults en els oasis de palmeres de M'Hamid hi ha set ksars vells, ara gairebé deshabitats i en descomposició. Aproximadament a uns 50-60 km s'hi produeixen dunes de sorra de fins a 100 metres d'alt d'Erg Chigaga, que amb menys freqüència són menys visitades pels turistes que els de Merzouga.